# 微軟踩地雷
《微軟踩地雷》（英語：Microsoft Minesweeper），過去簡稱《踩地雷》（英語：Minesweeper）或者《花園》；是一款由庫爾特·詹森（Curt Johnson）爲IBM OS/2系統創作的踩地雷類型的電子遊戲，這款遊戲後來被其友人羅伯特·唐納（Robert Donner）移植到Windows，這兩人在當時皆爲微軟的僱員。該遊戲最初是1990年發行的《微軟娛樂包1》中的一款遊戲，並於1992年取代了Windows 3.0的Reversi成爲Windows 3.1自帶的遊戲之一。 隨後的Windows版的踩地雷一直沒有太大的變化，直到Windows Vista發佈後，Oberon Media重製了該遊戲。在Windows 8及其後的Windows，該遊戲被移除，但Microsoft Studios依舊發佈了這款遊戲的新版本，該版本由Arkadium開發並登陸Microsoft市集。

## 玩法
遊戲的目標是將所有沒有地雷的方格全部翻開，並且不翻開任何有地雷（實際爲水雷，與遊戲標題《Minesweeper》的本意「掃雷艦」相對應。），大部分地雷的位置可以通過邏輯推理來確定，但亦有一部分需要靠碰運氣，通常爲一半—一半的正確率。點擊任何方格都可以將其翻開，如果與這個方格相連的大片區域都不是雷區，則它們都將被翻開（顯示爲空白方格），如果這個方格週邊8個方格有地雷，則會根據地雷數顯示對應的數字（通常爲1~8）。
爲了避免觸雷，玩家可以通過右鍵點擊被其懷疑有地雷的，未翻開的方格，爲其放置旗幟，且放置旗幟的方格在去掉旗幟前不能再被翻開（如果被标注的方格不是地雷，剩余地雷数仍会减少）。此外，玩家還可以使用問號（在方格放置旗幟後再點擊一次右鍵）標註其無法確定是否安全的方格。玩家需要翻開所有的沒有地雷的方格以贏得勝利，勝利後，即便玩家從未放置旗幟，所有有地雷的方格會自動被放置旗幟（Windows Vista和Windows 7版則會自動掃描整個地圖並顯示地雷的位置）。與之對應的，如果玩家把一個沒有地雷的方格插上了旗幟並在隨後觸雷，之前被錯誤地插入旗幟的方格會變成一把紅叉，以提示玩家設置錯誤。
該遊戲有以下幾種等級：
- 初級：8 × 8，10顆地雷（Windows 98或以前）或9 × 9，10顆地雷（Windows 2000 或以後）
- 中級：16 × 16，40顆地雷
- 高級：30 × 16，99顆地雷
- 自訂：最小可從8 × 8到最大寬度30 ×高度 24，10至668顆地雷（地雷數最多為(長 − 1) × (寬 − 1) ）

## 發展

在Windows 3.1上執行的原版《踩地雷》，該版本最初來自《微軟娛樂包》，直到Windows XP，該遊戲大部分語言版本都採用的是這樣的界面。

在早期的版本中，玩家可以通過作弊代碼得知地雷的位置。
Windows 2000及隨後的Windows版本中，該遊戲擁有了《花園》這一別名，例如其意大利語版的名字即爲（字面意思：花田）
，遊戲中原本的地雷（及其程式的圖示）也被替換成了花朵。

### MSN版
2003年，微軟爲其新發佈的Msn messenger 6.0內嵌了一款名爲《Minesweeper Flag》（中文版仍然翻譯爲踩地雷）的該遊戲的對戰版，這一版本爲網路對戰模式，玩家需要找到比對手更多的地雷以贏得勝利。

### Windows Vista和Windows 7版

在Windows Vista上執行的，使用花園主題的《踩地雷》，該版本由Oberon Media開發。在花園主題下，花朵代替了地雷，並且在玩家誤觸花朵後亦有與原版踩地雷主題完全不同的音效。

該遊戲的地圖顏色在Windows Vista以及Windows 7中被由無彩的灰色改爲了較爲鮮豔的藍色以及綠色，圖示也被設計成了較爲精細的Aero風格。並加入了較之雷區主題（在遊戲中名爲踩地雷）和諧的花田主題（在遊戲中名爲花園），兩者可以自由切換，地圖顏色同樣可以在「銀色和藍色」以及「綠色」間自由選擇。該版本由Oberon Media創造。這一版本會按照使用者所在的地區自動選擇預設的主題以避免刺激那些生活在飽受地雷之苦的地區的使用者，然而由於Windows的機能限制，遊戲的圖示以及名稱無法在修改地區設定後就隨之改變，遊戲的幫助文檔也完全基於雷區主題書寫同樣給玩家帶來困惑，故仍有部分玩家呼籲將這款遊戲從Windows中移除。

### Windows 8及後來的版本
微軟在這一版本中刪除了《踩地雷》及其他預置的遊戲，取代《踩地雷》的，是一款由Arkadium開發並登陸Microsoft市集的，同名的，包含廣告的免費遊戲。遊戲中包含每條時長30秒的廣告，後續版本中，玩家可以通過升級到高級版（按月或者按年付費）來移除廣告。多家媒體批評這種做法過於貪婪。遊戲主題也有了很大的變化（早期僅有「現代」和「花園」兩個主題，且部分地區只能看到後者），並加入了每日挑戰以及冒險模式。
Windows 10版踩地雷的普通版擁有7種可玩的模式：經典（8×8）、簡單（9×9）、中等（16×16）、專家（30×16）、自訂、冒險、每日挑戰
，同時還能顯示玩家獲得的獎項與游戲的教程。

## 評價
- 《商業内幕》雜志把該游戲評價爲Windows系統中具有「標誌性的地方」（iconic part）。[23]